# Brian A. Kates
Brian A. Kates (* 14. Juli 1972 in New York City) ist ein US-amerikanischer Filmeditor.

## Leben
Brian A. Kates wurde 1972 in New York City geboren. Seit Mitte der 1990er Jahre war er bei rund 40 Film- und Fernsehproduktionen für den Schnitt verantwortlich. Zu den Kinofilmen, für die Kates in jüngster Zeit als Filmeditor tätig war zählen Norman (2016) von Joseph Cedar und How to Talk to Girls at Parties (2017) von John Cameron Mitchell.
Im Sommer 2021 wurde Kates Mitglied der Academy of Motion Picture Arts and Sciences.

## Filmografie (Auswahl)
- 1999: Trick
- 2002: The Laramie Project  (Fernsehfilm)
- 2006: Shortbus
- 2007: Die Geschwister Savage (The Savages)
- 2008: Das Lächeln der Sterne (Nights in Rodanthe)
- 2009: Taking Chance (Fernsehfilm)
- 2010: Jack in Love
- 2010: The Big C (Fernsehserie, Folge 1x01)
- 2012: Killing Them Softly
- 2014: Kill Your Darlings – Junge Wilde (Kill Your Darlings)
- 2014: Kill the Messenger
- 2015: Bessie (Fernsehfilm)
- 2016: Norman (Norman: The Moderate Rise and Tragic Fall of a New York Fixer)
- 2017: How to Talk to Girls at Parties
- 2018: We the Animals
- 2022: Fire Island
- 2022: All the Beauty and the Bloodshed
- 2025: Kiss of the Spider Woman
- 2025: It’s Never Over, Jeff Buckley (Dokumentarfilm)

## Auszeichnungen (Auswahl)
Primetime Emmy Awards
- 2009: Auszeichnung in der Kategorie Outstanding Single Camera Picture Editing for a Miniseries or a Movie (Taking Chance)